# Pierre Bouneau
Pour les articles homonymes, voir Bouneau.
Pierre Bouneau, né le 23 avril 1908 à Barsac (Gironde) et mort le 29 mai 1995 à Grenade-sur-l'Adour (Landes), est un homme politique français.

## Détail des fonctions et des mandats

### Mandats locaux
- 1945-1977 : Maire de Grenade-sur-l'Adour

- 1951-1982 : Conseiller général du Canton de Grenade-sur-l'Adour

### Mandats parlementaires
- 26 septembre 1965 - 2 octobre 1983 : Sénateur des Landes